# 灌均
灌均（?—?），曹魏初期官员。
黄初二年（221年），灌均担任监国谒者。灌均监视东阿王曹植，他上奏曹植醉酒悖慢，劫胁使者。有关部门请治曹植之罪，魏文帝以卞太后的原因，下诏：“植，朕之同母弟。朕於天下无所不容，而况植乎？骨肉之亲，舍而不诛，其改封植。”将曹植贬爵为安乡侯。当年改封鄄城侯。黄初三年（222年），曹植被恢复王位，立为鄄城王。